# Оксидибромид ниобия(IV)
Оксидибромид ниобия(IV) — неорганическое соединение, 
оксосоль металла ниобия и бромоводородной кислоты
с формулой NbOBr2,
чёрные кристаллы.

## Получение
- Длительное выдерживание смеси ниобия, брома и оксидом ниобия(V) в градиенте температур:

{\displaystyle {\mathsf {3Nb+Nb_{2}O_{5}+5Br_{2}\ {\xrightarrow {450-500^{o}C}}\ 5NbOBr_{2}}}}
- Разложение при нагревании окситрибромида ниобия(V) в вакууме:

{\displaystyle {\mathsf {2NbOBr_{3}\ {\xrightarrow {500^{o}C,\ InBr}}\ 2NbOBr_{2}+Br_{2}}}}

## Физические свойства
Оксидибромид ниобия(IV) образует чёрные кристаллы
моноклинной сингонии,
пространственная группа C 2,
параметры ячейки a = 1,3833 нм, b = 0,39079 нм, c = 0,7023 нм, β = 105,026°, Z = 4
.